# Hillsboro (Virgínia)
Hillsboro és una població dels Estats Units a l'estat de Virgínia. Segons el cens del 2000 tenia 96 habitants.

## Demografia
Segons el cens del 2000, Hillsboro tenia 96 habitants, 39 habitatges, i 28 famílies. La densitat de població era de 411,8 habitants per km².
Dels 39 habitatges en un 28,2% hi vivien nens de menys de 18 anys, en un 64,1% hi vivien parelles casades, en un 5,1% dones solteres, i en un 28,2% no eren unitats familiars. En el 20,5% dels habitatges hi vivien persones soles el 15,4% de les quals corresponia a persones de 65 anys o més que vivien soles. El nombre mitjà de persones vivint en cada habitatge era de 2,46 i el nombre mitjà de persones que vivien en cada família era de 2,75.
Per edats la població es repartia de la següent manera: un 19,8% tenia menys de 18 anys, un 8,3% entre 18 i 24, un 28,1% entre 25 i 44, un 30,2% de 45 a 60 i un 13,5% 65 anys o més.
L'edat mediana era de 41 anys. Per cada 100 dones de 18 o més anys hi havia 92,5 homes.
La renda mediana per habitatge era de 54.375 $ i la renda mediana per família de 71.875 $. Els homes tenien una renda mediana de 60.833 $ mentre que les dones 27.250 $. La renda per capita de la població era de 44.455 $. Entorn de l'11,1% de les famílies i el 10% de la població estaven per davall del llindar de pobresa.

## Poblacions més properes
El següent diagrama mostra les poblacions més properes.